# Hyalacrotes hamulata
Hyalacrotes hamulata är en svampart som först beskrevs av Rehm, och fick sitt nu gällande namn av Raitv. 1991. Hyalacrotes hamulata ingår i släktet Hyalacrotes och familjen Hyaloscyphaceae.   Inga underarter finns listade i Catalogue of Life.